# Phạm Duy
Phạm Duy (Hanoi, 5 ottobre 1921 – Ho Chi Minh, 27 gennaio 2013) è stato un compositore e cantante vietnamita.
Assieme a Van Cao e Trịnh Công Sơn, è generalmente considerato una delle tre più importanti figure nel panorama musicale moderno vietnamita.
Attivo dal 1945, ha scritto oltre mille canzoni, spaziando dal folk alla musica per bambini, dal sentimentale a canzoni di tematica religiosa.

## Biografia e carriera
Nato ad Hanoi (Indocina francese) col nome di Phạm Duy Cẩn, suo padre Phạm Duy Tốn è stato uno dei primi giornalisti e scrittori di racconti brevi con uno stile di tipo europeo, oltre che cofondatore dell'importante movimento Tonkin Free School. Il fratello Phạm Duy Khiêm era professore e in seguito fu ambasciatore in Francia, oltre che scrittore francofono.
Si diplomò alla Thang Long High School, quindi al College of Arts. Autodidatta, studiò in Francia nel 1954-1955 sotto la guida di Robert Lopez, come studente non registrato all'Institut de Musicologie di Parigi.
La sua carriera musicale cominciò come cantante nel gruppo musicale Duc Huy, che nel 1943-44 girava nel paese eseguendo il proprio repertorio: importante la sua figura durante la resistenza vietnamita contro la Francia. Dopo che Hanoi venne controllata dai francesi, Phạm Duy si mosse a sud verso Saigon. Le sue canzoni vennero quindi censurate nelle aree controllate dal regime comunista.
Dopo la caduta di Saigon, Duy e la famiglia migrarono negli USA stabilendosi a Midway City, California. La sua musica venne proibita nel Vietnam tra il 1975 e il 2005, ma Duy continuò a proporla in tutto il mondo, con le canzoni dei nuovi rifugiati (tị nạn ca) e canzoni dei prigionieri (ngục ca).
Tornò in visita in Vietnam alla fine degli anni novanta e nei primi anni Duemila. Nel 2005 annunciò che, assieme al figlio Duy Quang (anch'egli cantante), sarebbe tornato in Vietnam per restarci: la notizia ebbe grande risalto e il governo iniziò a limitare i divieti di circolazione dei suoi brani. Dozzine di sue canzoni hanno quindi cominciato a essere diffuse nuovamente nel paese.

## Carriera musicale
La sua carriera è divisa dallo stesso autore in alcuni fasi:
- musica folk (Dân Ca), culminati nella pubblicazione nel 1968 dell'album, Folk Songs of Vietnam, (Folkways Records).
- canzoni sentimentali (Tâm Ca)
- canzoni spirituali (Đạo Ca), di stampo zen
- canzoni "profane" (Tục Ca)
- canzoni per bambini (Bé Ca)
- canzoni di resistenza per la madrepatria
- canzoni per rifugiati ed esiliati

## Brani celebri

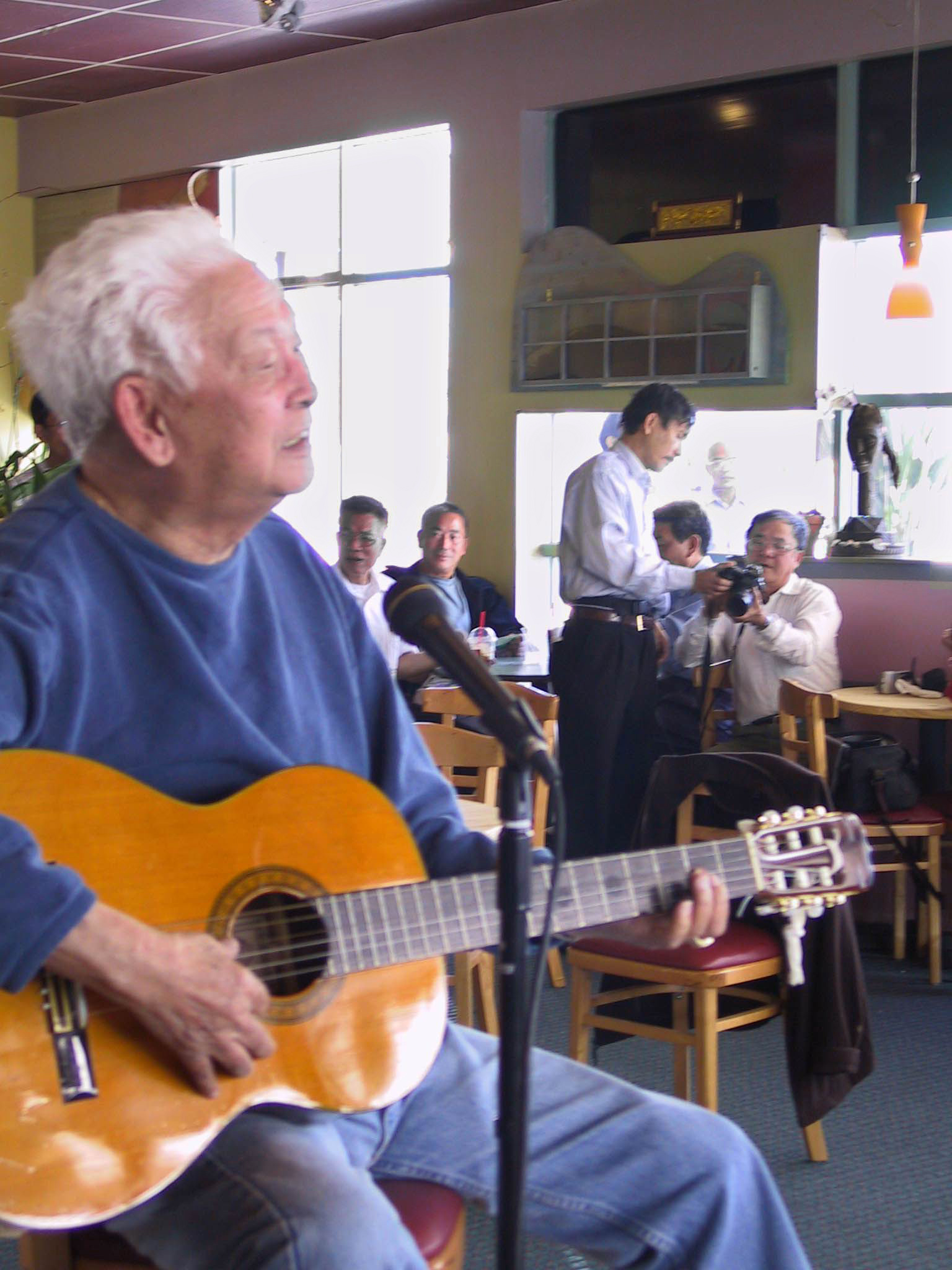

Il repertorio di Duy include celebri canzoni, tra cui:
- Áo Anh Sứt Chỉ Đường Tà
- Bên Cầu Biên Giới
- Còn Chút Gì Để Nhớ  (1972)
- Đưa Em Tìm Động Hoa Vàng
- Ðường Chiều Lá Rụng
- Hoa Rụng Ven Sông
- Kiếp Nào Có Yêu Nhau
- Kỷ Vật Cho Em
- Minh Họa Kiều
- Ngày Xưa Hoàng Thị
- Nghìn Trùng Xa Cách
- Thuyền Viễn Xứ  (1970)
- Tình Ca  (1953)
- Tình Hoài Hương (1952)
- Tổ khúc Bầy Chim Bỏ Xứ
- Trường ca Con Đường Cái Quan
- Trường ca Mẹ Việt Nam
- Việt Nam Việt Nam